# Margareta Biörnstad
Margareta Biörnstad, född Sköld den 23 maj 1928, död 1 november 2019 i Stockholm, var en svensk arkeolog, som var Sveriges första kvinnliga riksantikvarie 1987–1993. 
Margareta Biörnstad var dotter till Per Edvin Sköld samt syster till Per Sköld, Lars Sköld och Nils Sköld.
Hon blev fil. lic. i arkeologi 1955 och 1992 hedersdoktor vid Chalmers tekniska högskola. Hon erhöll Gösta Berg-medaljen 2006 och var hedersledamot av Stockholms Nation i Uppsala. År 2016 tilldelades hon Illis quorum i tolfte storleken.
År 1952 gifte hon sig med museimannen Arne Biörnstad (1924–2012). De är begravda på Galärvarvskyrkogården i Stockholm.